# دبلیودبلیوئی سوپر شو-داون
دبلیودبلیوئی سوپر شو-دَون (به انگلیسی: WWE Super Show-Down) یک رویداد غیر رایگان (Pay-Per-View) در کشتی حرفه‌ای می‌باشد که توسط کمپانی دبلیودبلیوئی و برای برندهای راو و اسمَک‌دَون تهیه می‌شود؛ این رویداد در ۶ اکتبر ۲۰۱۸ در ورزشگاه کریکت ملبورن شهر ملبورن در کشور استرالیا برگزار شد.

## زمینه‌سازی
سوپر شو-دَون شامل مسابقاتی بین دشمنی‌های موجود، ماجراهای پیش آمده و استوری‌هایی خواهد بود که پیش از این در برنامه‌های راو و اسمَک‌دَون پخش شده بود. کشتی‌گیرها با توجه به مسابقات یا سری اتفاقاتی که برایشان رخ می‌دهد و تنش را به حد اکثر می‌رساند، نقش منفی یا قهرمان به خود می‌گیرند.

## نتایج
| #                                                     | نتایج | نوع مسابقه                                                                 | مدت زمان |
| ----------------------------------------------------- | --- | -------------------------------------------------------------------------- | -------- |
| ۱                                                     | د نو دی (زیویر وودز و کوفی کینگستون)(با همراهی بیگ ای) (c) پیروز مقابل سِزارو و شیمس                                 | مسابقه تگ تیم برای قهرمانی کمربندهای تگ تیم اسمک‌داون                       | 9:38     |
| ۲                                                     | شارلوت فلر پیروز مقابل بکی لینچ (c) با سلب صلاحیت                                                                   | مسابقه تک نفره برای قهرمانی کمربند زنان اسمک‌داون                           | 10:50    |
| ۳                                                     | بابی لشلی و جان سینا پیروز مقابل الایِس و کوین اوونز                                                                 | مسابقه تگ تیم                                                              | 10:05    |
| ۴                                                     | د آیکانیکس (بیلی کی و پیتون رویس) پیروز مقابل آسکا و نیومی                                                          | مسابقه تگ تیم                                                              | 5:45     |
| ۵                                                     | ای‌جی استایلز (c) پیروز مقابل ساموآ جو با تسلیم                                                                      | مسابقه بدون شمارش معکوس و بدون سلب صلاحیت برای قهرمانی کمربند دبلیودبلیوئی | 23:45    |
| ۶                                                     | راندا رَوزی دوقلوهای بلا (نیکی بلا و بری بلا) پیروز مقابل د رایت اسکواد (روبی رایت، لیو مورگان و سارا لوگن) با تسلیم | مسابقه تگ تیم شش نفره                                                      | 10:05    |
| ۷                                                     | بادی مورفی پیروز مقابل سدریک الکساندر (c)                                                                           | مسابقه تک نفره برای قهرمانی کمربند میان‌وزن دبلیودبلیوئی                    | 10:35    |
| ۸                                                     | د شیلد (دین امبروز، رومن رینز و سث رالینز) پیروز مقابل براون استرومن، دالف زیگلر و درو مک‌اینتایر                    | مسابقه تگ تیم شش نفره                                                      | 19:40    |
| ۹                                                     | دنیل براین پیروز مقابل د میز                                                                                        | مسابقه تک نفره برای تعیین رقیب #1 کمربند دبلیودبلیوئی                      | 2:25     |
| ۱۰                                                    | تریپل اچ (با همراهی شاون مایکلز) پیروز مقابل آندرتیکر (با همراهی کین)                                               | مسابقه بدون سلب صلاحیت                                                     | 27:35    |
| - (c) – نشان‌دهنده قهرمان(هایی) است که به میدان می‌روند | |                                                                            |          |

## موضوعات مرتبط
- نوار شکست‌ناپذیری آندرتیکر در رسلمانیا
- فهرست قهرمانان کنونی دبلیودبلیوئی